# Le Silence de la colère
Pour plus de détails, voir Fiche technique et Distribution.
Le Silence de la colère (titre original : The Angry Silence) est un drame britannique réalisé par Guy Green, sorti en 1960.
Le film remporte le prix FIPRESCI de la Berlinale 1960.
Le film est nommé à l'Oscar du meilleur scénario original en 1961.

## Synopsis
Un ouvrier va se mettre à dos ses collègues au cours d'une grève à laquelle il ne participe pas pour des raisons financières. 

## Fiche technique
- Titre original : The Angry Silence
- Titre français : Le Silence de la colère
- Réalisation : Guy Green
- Scénario : Bryan Forbes, Richard Gregson et Michael Craig
- Photographie : Arthur Ibbetson
- Musique : Malcolm Arnold
- Pays d'origine :  Royaume-Uni
- Format : Noir et blanc - 1,66:1 - Mono
- Genre : Drame
- Date de sortie : 1960

## Distribution
- Richard Attenborough : Tom Curtis
- Pier Angeli : Anna Curtis
- Michael Craig : Joe Wallace
- Bernard Lee : Bert Connolly
- Alfred Burke : Travers
- Penelope Horner : Pat
- Michael Wynne : Green
- Norman Bird : Roberts
- Gerald Sim : Masters
- Brian Bedford : Eddie
- Oliver Reed : Mick
- Geoffrey Keen : Davis
- Michael Lees : Harris
- Laurence Naismith : Martindale
- Bernard Horsfall : Pryce-Evans
- Norman Shelley : Seagrave
- Russell Napier : Thompson